# Asbestosi
In medicina, l'asbestosi è una malattia polmonare cronica conseguente all'inalazione di fibre di amianto (detto anche asbesto).
I sintomi possono includere mancanza di respiro, tosse, respiro sibilante e dolore toracico. Le complicanze possono includere lo sviluppo del cancro del polmone, del mesotelioma e del cuore polmonare.
L'asbestosi è causata dall'inalazione delle fibre di amianto. Generalmente richiede un'esposizione relativamente ampia per un lungo periodo di tempo. Tali livelli di esposizione solitamente si verificano solo in coloro che lavorano con tali minerali. Vi sono preoccupazioni circa la salute per tutti i tipi di fibre di amianto. La diagnosi si basa su una storia di esposizione e sul ricorso a tecniche di imaging biomedico. L'asbestosi è un tipo di fibrosi polmonare interstiziale.
Non esiste un trattamento specifico. Le raccomandazioni possono includere la vaccinazione antinfluenzale, la vaccinazione pneumococcica, l'ossigenoterapia e lo smettere di fumare. Nel 2015, l'asbestosi ha colpito circa 157 000 persone e ha provocato 3 600 decessi. Nel tentativo di prevenire la malattia, l'utilizzo dell'amianto è stato vietato in molti paesi.

## Eziologia
L'asbesto (noto anche come amianto), grazie alle sue caratteristiche di resistenza meccanica, elettrica, chimica e termica, è stato utilizzato ampiamente, fino a tempi recenti, nel campo dell'edilizia (cfr Eternit), dell'industria navale, ferroviaria, automobilistica, chimica, alimentare, metallurgica, delle materie plastiche, nonché in svariati campi come materiale antincendio. L'asbestosi, pertanto, rientra nel campo delle malattie professionali. Attualmente, estrazione, importazione e uso dell'asbesto sono stati proibiti in molti paesi (in Italia con la Legge n. 257/1992). I soggetti a rischio sono coloro che per motivi di lavoro vengono a contatto con quantità anche minime di fibre di asbesto, che possono manifestare la malattia anche diversi anni dopo l'esposizione. L'asbestosi è particolarmente rilevante come fattore predisponente all'insorgenza dell'adenocarcinoma polmonare e del mesotelioma pleurico, in particolare nei soggetti fumatori.
L'intensità di esposizione all'asbesto viene misurata in fibre/anno, una unità di misura non standard corrispondente al prodotto della concentrazione di fibre di asbesto di lunghezza superiore ai 5 µm per la durata del tempo di esposizione durante il lavoro e la durata totale della carriera lavorativa. Tale unità di misura non considera comunque la temperatura e lo stato di filtrazione dell'aria sul luogo di lavoro.
In Germania, la presenza di neoplasie polmonari e/o della laringe associata ad una dose cumulativa accertata di almeno 25 fibre/anno viene classificata come malattia professionale.

## Patogenesi
Le fibre di asbesto penetrano attraverso le vie respiratorie, in base alla loro lunghezza (fino a 50 µm) e al loro diametro: le fibre con diametro inferiore a 0,5 µm possono raggiungere gli alveoli polmonari. Le fibre depositate causano attivazione del sistema immunitario locale e provocano una reazione infiammatoria da corpo estraneo. I macrofagi fagocitano le fibre e stimolano i fibroblasti a produrre tessuto connettivo: conseguenza di ciò è lo sviluppo di una fibrosi interstiziale. Le fibre raggiungono inoltre la pleura, esercitando anche in questa sede la loro azione fibrogena e cancerogena.

## Anatomia patologica
Il quadro generale è quello di una fibrosi estensiva, cui si accompagnano fenomeni enfisematosi e forte ispessimento pleurico. Nelle aree di fibrosi, localizzate inizialmente a livello dei lobi inferiori, a livello microscopico, è possibile rilevare i "corpuscoli dell'asbesto", fibre di asbesto negli spazi aerei che vengono circondate da uno strato proteico ferroso di colore marrone. L'alveolite asbestosica si caratterizza, inoltre, per la presenza di macrofagi con citoplasma carico di emosiderina ("siderociti"), a seguito dell'inglobamento di eritrociti residuati dalle microemorragie causate dalle fibre. A livello pleurico la reazione alle fibre si manifesta con versamento (pleurite asbestosica benigna), fibrosi pleurica, calcificazione.

## Clinica
Le lesioni sclerotiche interstiziali riducono l'elasticità del polmone, configurando il quadro clinico di una insufficienza ventilatoria di tipo restrittivo, con riduzione consensuale della capacità vitale (CV) e del Volume Espiratorio Massimo nel 1º Secondo (VEMS).
I sintomi comprendono la difficoltà a respirare dapprima sotto sforzo poi anche a riposo, il senso di costrizione toracica, tosse, decadimento delle condizioni generali di salute. Può comparire un tumore polmonare o pleurico.

## Diagnosi
Oltre che con l'evidenza clinica (dispnea, crepitii all'auscultazione specie a livello delle basi polmonari), l'asbestosi si diagnostica con radiografia toracica (presenza di placche pleuriche calcifiche, ispessimenti, addensamenti alveolari) o ancor meglio con una HRCT (TC ad alta risoluzione, specifica per lo studio del parenchima polmonare), con l'RM, con la ricerca dei corpuscoli di asbesto nell'espettorato, con le prove di funzionalità respiratoria (insufficienza ventilatoria restrittiva).

## Decorso, prognosi e terapia
Attualmente non esiste una terapia per l'asbestosi.
Le manifestazioni cliniche più eclatanti dell'asbestosi (insufficienza respiratoria o cardiorespiratoria) impiegano anni per manifestarsi: il carcinoma del polmone e il mesotelioma pleurico compaiono anche dopo trent'anni dall'iniziale esposizione all'asbesto (indipendentemente dalla diagnosi di asbestosi), hanno prognosi infausta e spesso vengono utilizzate solo terapie palliative a seconda della stadiazione del tumore stesso.
La prevenzione viene attuata con opportuni respiratori in presenza dell'amianto e un rigoroso screening dei lavoratori mediante periodiche radiografie del torace.